# العثيثي
العثيثي قرية سعودية، تتبع محافظة رنية بمنطقة مكة المكرمة. تقع في شرق مدينة الطائف بمسافة نحو (373.8) كم[بحاجة لدقة أكثر].